# Biologische Waffe
Die Begriffe Biologische Waffe, Biologischer Kampfstoff und Biologisches Agenz stammen aus dem Bereich der biologischen Kriegsführung. Obwohl sie häufig synonym verwendet werden, unterscheiden sie sich in ihrer Bedeutung und ihrem Anwendungszusammenhang. Diese Unterscheidung ist insbesondere in sicherheitspolitischen, völkerrechtlichen und biosicherheitsrelevanten Kontexten von Bedeutung.

Biohazard, Symbol für Gefahren durch biologische Erreger

## Biologische Waffen
Eine Biologische Waffe bezeichnet ein Waffensystem, das ein oder mehrere Krankheitserreger oder biologische Gifte enthält und dazu bestimmt ist, Menschen, Tiere, Pflanzen oder auch militärisches Material (Ausrüstung, Fahrzeuge, Treibstoffe) zu schädigen oder zu töten. Dabei umfasst der Begriff sowohl den Wirkstoff (biologischer Kampfstoff) als auch die Technik zur Verbreitung (z. B. Sprengköpfe, Aerosolvorrichtungen). Biologische Waffen gelten völkerrechtlich als Massenvernichtungswaffen und sind durch die Biowaffenkonvention von 1972 international geächtet.

## Biologische Kampfstoffe
Als Biologischer Kampfstoff wird der eigentliche Wirkstoff innerhalb einer biologischen Waffe bezeichnet. Er besteht aus pathogenen Mikroorganismen (z. B. Bakterien, Viren, Pilzen) oder biologischen Giften, die gezielt dafür aufbereitet wurden um ausgebracht zu werden und im Zielobjekt Schaden, Krankheiten oder Tod hervorzurufen. Der Kampfstoff ist somit der zentrale Wirkanteil, der gezielt hergestellt worden ist um die Schadwirkung zu entfalten, ohne notwendigerweise bereits in eine Waffe eingebaut zu sein.

## Biologische Agenzien
Ein biologisches Agenz  ist ein allgemeinerer Begriff, der jeden biologische Stoff bezeichnet, das eine Wirkung auf lebende Organismen ausüben kann. Dazu zählen Krankheitserreger wie Bakterien, Viren und Parasiten ebenso wie toxische Stoffwechselprodukte von Einzellern, Tieren oder Pflanzen. Der Begriff findet nicht nur im militärischen, sondern auch im medizinischen, ökologischen und biotechnologischen Kontext Verwendung. In Bezug auf biologische Waffen bezeichnet das Agenz den Grundstoff, der potenziell zu einem Kampfstoff aufbereitet werden kann.

## Kategorisierung als potentieller Biologischer Kampfstoff
Es existieren mehrere internationale Klassifikationen zur Kategorisierung und Gefährdungsbewertung potentieller biologische Kampfstoffe. Je nach Zielsetzung der die herausgebenden Organisationen werden dabei unterschiedliche Kriterien wie Gefährlichkeit, Verfügbarkeit, Verbreitungspotenzial, medizinische Behandelbarkeit und Bedrohungspotenzial herangezogen. Beispiele für solche Einteilungssysteme sind die „Bioterrorism Agent Categories“ der US Centers for Disease Control and Prevention (CDC), die „Select Agent List“ des US Human Health Service (HHS) und des United States Department of Agriculture (USDA) oder die der NATO. Alle diese Einteilungssysteme dienen der Einschätzung der Gefahrenlage und der Vorbereitung entsprechender Schutzmaßnahmen aus der Sicht der jeweiligen Organisationen. Daher unterscheiden sie sich teilweise grundlegend in Struktur und Inhalten.
Die Einteilung des US CDC betrachtet insbesondere terroristische Gefahren potenzielle biologische Kampfstoffe aus Sicht des öffentlichen Gesundheitsschutzes und ordnet sie in drei Kategorien A, B und C, basierend auf dem Risiko für die nationale Sicherheit der Vereinigten Staaten. Diese Einteilung fand in der Vergangenheit auch international Beachtung:
| US CDC-Kategorie      | Merkmale | Beispiele |
| --------------------- | --- | --- |
| A – Höchste Priorität | - sind leicht ausbringbar (v. a. Aerosole) bzw. leicht von Mensch-zu-Mensch übertragbar - verursachen schwerste Krankheitsbilder - weisen hohe Letalität auf - Ausbrüche können Panik und möglicherweise sozialen Unruhen auslösen - erfordern besonderer Maßnahmen und Vorbereitung des Gesundheitsschutzes zur Eindämmung | Bacillus anthracis als Erreger von Milzbrand Botulinumtoxin aus Clostridium botulinum, das Botulismus verursacht Yersinia pestis, der Erreger der Pest Francisella tularensis als Erreger von Tularämie Variola Virus, das klassische Pocken verursacht Viren, die ein hämorrhagisches Fieber verursachen, darunter: - Arenaviren, die das Lassafieber oder Machupo-, Junin-, Guanarito- und Sabia-Hämorrhagisches-Fieber verursachen - Bunyaviren, die beispielsweise das Kongo-Krim-hämorrhagische Fieber und das Rift-Valley-Fieber verursachen - Filoviren, die Ebola-Virus-Krankheit oder Marburg-Virus-Krankheit verursachen |
| B – Zweite Priorität  | - relativ leicht ausbringbar - verursachen schwere Krankheitsbilder - relativ geringe Letalität - erfordern spezialisierte Diagnostik und eine verstärkte Krankheitsüberwachung | Brucella-Arten als Erreger der Brucellose Das Epsilon-Toxin von Clostridium perfringens, das eine Lebensmittelvergiftung verursacht Salmonellen, Escherichia coli-0157:H7 und Shigella, die eine Lebensmittelvergiftung verursachen Burkholderia mallei als Erreger von Rotz Burkholderia pseudomallei als Erreger der Melioidose Chlamydia psittaci, die Psittakose auslösen Coxiella burnetii, das Q-Fieber auslöst Rizin aus Ricinus communis (Wunderbaums), das je nach Art des Kontakts unterschiedliche Symptome hervorruft Staphylokokken-Enterotoxin B, die eine Lebensmittelvergiftung durch Staphylokokken und je nach Art der Exposition andere Symptome verursacht Rickettsia prowazekii als Erreger des Epidemischen Fleckfiebers Alphaviren, die virale Enzephalitiden produzieren (zum Beispiel die venezuelanische, östliche und westliche equine Enzephalitis) Vibrio cholerae, das die Cholera hervorruft Cryptosporidium parvum, das die Kryptosporidiose hervorruft |
| C – Dritte Priorität  | leichte Verfügbarkeit möglicherweise einfach herzustellen und zu verbreiten potenziell hohe Morbidität und Letalität könnten durch gentechnische Veränderungen in der Zukunft als mögliche biologische Kampfstoffe in Frage kommen könnten (z. B. Hanta- und Nipah-Virus)                                                   | Nipah-Virus Hantaviren durch Zecken übertragene hämorrhagische Fieber (Viren) durch Zecken übertragene Enzephalitis-Viren (FSME) Gelbfieber-Virus multiresistente Tuberkulose |

Die „Select Agent List“ des US Human Health Service (HHS) und des United States Department of Agriculture (USDA)  fokussiert hingegen mehr auf die Regulierung des Umgangs mit insgesamt 63 potentiell gefährlichen Krankheitserregern und Biogiften im Rahmen der (universitären) Wissenschaft und Forschung.
Die NATO zählt in einem Standardisierungsdokument „AMedP-7.1, Medical Management of CBRN Casualties“ im Zusammenhang mit Gefahren durch Biologische Kampfstoffe allein 24 Agenzien mit militärisch operativer Bedeutung auf.
Eine weitere historische Kategorisierung ist der Begriff des „Dreckigen Dutzend“ (Dirty Dozen). Dieser Begriff bezeichnet  eine Gruppe von zwölf biologischen Agenzien, die im Mittelpunkt der historischen offensiven Biowaffenprogramme der USA und der Sowjetunion während des Kalten Krieges standen. Die Bezeichnung lehnt sich an den gleichnamigen Kriegsfilm The Dirty Dozen (1967) an, wurde jedoch metaphorisch verwendet, um die zwölf bedrohlichsten Erreger und Toxine zu kennzeichnen, die für militärische Zwecke intensiv erforscht oder sogar waffenfähig gemacht wurden.
| Biologische Agenzien des historischen „Dreckigen Dutzend“ |
| --- |
| 1. Bacillus anthracis – Milzbrand (Anthrax) 2. Variola major – Pocken 3. Yersinia pestis – Pest 4. Francisella tularensis – Tularämie 5. Brucella spp. – Brucellose 6. Clostridium botulinum (Toxin) – Botulismus 7. Burkholderia mallei – Rotz 8. Burkholderia pseudomallei – Melioidose 9. Coxiella burnetii – Q-Fieber 10. Marburg-Virus – Marburg-Virus-Krankheit 11. Venezuelan Equine Encephalitis Virus (VEEV) – Venezolanische Pferdeenzephalitis 12. Staphylococcus aureus Enterotoxin B (SEB) |

Genau diese zwölf biologischen Agnezien wurden wegen ihrer hohen Letalität, leichten Verbreitbarkeit und potenziellen Massenwirkung während des amerikanischen Offensive Biological Weapons Program (1943–1969) und des sowjetischen Biopreparat-Programms (ab den 1970er Jahren) waffenfähig gemacht und gelagert, bevor die Programme offiziell eingestellt wurden.
Der Begriff des „Dreckigen Dutzend“ hat heutzutage eher nur noch historische Bedeutung und wird gelegentlich als inoffizielle Sammelbezeichnung in sicherheitspolitischen und medizinischen Fachkreisen verwendet. Er findet sich auch in Diskussionen über Bioterrorismus und Rüstungskontrolle.

## Übertragung/Infektionswege
Die Übertragung der Bakterien, Viren und Toxine auf den menschlichen Körper kann im Extremfall über jeden Kontakt mit einem infizierten Material auftreten. Es gibt jedoch ebenso Erreger, die sich nicht von Mensch zu Mensch übertragen lassen, wie zum Beispiel Milzbrandbazillen. Erreger können praktisch in jeder erdenklichen Form aufgenommen werden, je nach Aufnahmeweg nehmen viele Kampfstoffe einen verschiedenen Krankheitsverlauf an. Mögliche Infektionswege sind:
- Aerosole: Der wirkungsvollste und wahrscheinlichste Infektionsweg für einen Angriff mit biologischen Waffen erfolgt über Aerosole. Die Stoffe können so mittels Sprühvorrichtungen oder Explosionssprengkörpern ausgebracht werden. Bei der Verwendung von Explosivkörpern wird oft ein großer Teil der Erreger durch die entstehende große Hitze und den hohen Druck unschädlich gemacht. Etwaige Kühlvorrichtungen schaffen dabei nur eine geringe Steigerung der Wirksamkeit, weshalb sich Explosionskörper kaum für einen großflächigen Einsatz von Bioangriffen eignen. Wesentlich effektiver, jedoch auch unkontrollierbarer, sind Sprühvorrichtungen. Diese können an einem Flugzeug angebracht sein, wie sie heute schon bei Schädlingsbekämpfung in der Landwirtschaft eingesetzt werden (Agrarflug), aber auch in kleinerer Ausfertigung wirkungsvoll sein, etwa als Sprühdose.[6]

Sonstige, eher sekundäre Infektionswege wären zum Beispiel:
- Tröpfcheninfektion: Krankheiten, die per Tröpfcheninfektion übertragen werden, sind in der Regel extrem ansteckend. Sie haben also den militärischen Vorteil, dass sie viele Menschen mit wenigen Erregern anstecken, jedoch den Nachteil, dass sie schwer einzudämmen sind, sobald sie erst einmal genügend Menschen befallen haben. Solche Krankheiten weiten sich sehr schnell zu Pandemien aus, Beispiele dafür sind Pest, Pocken, Ebola und andere hämorrhagische Fieber, aber auch Krankheiten wie Grippe oder Herpes simplex.
- Kontakt von Körperflüssigkeiten: Körperflüssigkeiten, die Krankheiten übertragen, sind vor allem Blut, Sperma, Vaginalsekret, Tränenflüssigkeit, Nasensekret und Speichel. Alle Krankheiten, die von Mensch zu Mensch übertragbar sind, lassen sich durch Körperflüssigkeiten übertragen, wobei sich die Art der übertragenden Körperflüssigkeit je nach Erreger unterscheiden kann.
- Orale Infektion: Solche Krankheitserreger werden zum Beispiel durch Aufnahme von infiziertem Fleisch oder Wasser aufgenommen. In diesem Fall nehmen die Krankheiten häufig vom Darm aus ihren Ausgang. Auf diese Weise können Erreger, die nur Tiere befallen, auf den Menschen übertragen werden. BSE ist ein bekanntes Beispiel hierfür.
- Tiere: Viele Tiere dienen in Form von Wirten oder Zwischenwirten als Überträger von Krankheiten. Bekannte Überträgertiere sind etwa Ratten, Milben oder Tierläuse für die Pest. Die Anophelesmücke ist bekannt als Überträger von Malaria.
- Medizinische Utensilien: Diese Übertragung, meistens über ungereinigte Nadeln, ist im Grunde nichts anderes als die Übertragung von Körperflüssigkeiten, kann jedoch einen anderen Verlauf nehmen, je nachdem, wo sich die Wunde befindet.

## Geschichte

### Antike und Mittelalter
Schon vor 3.000 Jahren setzten die Hethiter verseuchtes Vieh absichtlich in Feindesland ein, um deren Ernährung stark einzuschränken. Vor 2.000 Jahren verseuchten Perser, Griechen und Römer die Brunnen ihrer Feinde mit verwesenden Leichen. Von skythischen Bogenschützen um 400 v. Chr. ist bekannt, dass sie ihre Pfeile mit Exkrementen, Leichenteilen und Blut von Kranken bestrichen, was jedoch nicht so wirksam war wie die Bestreichung der Pfeilspitzen mit Pflanzen- oder Tiergift. 184 v. Chr. befahl Hannibal von Karthago im Dienst von König Prusias I. von Bithynien seinen Männern bei einer Seeschlacht, mit giftigen Schlangen gefüllte Tonkrüge auf die Schiffe seiner Feinde, den Pergamenern unter Führung von Eumenes II., zu werfen.
Während des Dritten Kreuzzuges (1189–1192) nahm der englische König Richard Löwenherz Akkon ein, doch die Einwohner hatten sich darin verbarrikadiert (Belagerung von Akkon). Um die Aufgabe zu erzwingen, ließ Richard mehrere hundert Bienenkörbe von seinen Soldaten einsammeln und diese über die Mauern werfen, daraufhin ergaben sich die Einwohner sofort. Im Jahr 1346 wurde die Bevölkerung der Stadt Kaffa (heute: Feodossija) von den Tataren nach dreijähriger Belagerung mit deren Pesttoten beschossen, indem sie diese über die Mauern katapultierten. Lange wurde vermutet, dass die folgende große Pestwelle in Europa („Schwarzer Tod“) durch die infizierten Flüchtlinge aus der Stadt ihren Anfang nahm. Inzwischen gilt die Annahme, die Pest sei gezielt während der Belagerung Kaffas in die Stadt getragen worden, als sehr unwahrscheinlich, da sie in zu starkem Gegensatz zu den Vorstellungen des 14. Jahrhunderts über Religion und von Krankheit stand.
Das Gleiche soll sich 1710 durch russische Soldaten bei der Belagerung der damals schwedischen Stadt Reval abgespielt haben.

### 18. Jahrhundert
Bei der Bekämpfung der nordamerikanischen Ureinwohner setzten sowohl die Briten als auch die Franzosen biologische Waffen ein. Da die aus Europa eingeschleppten Krankheiten in dieser Umgebung noch nie vorgekommen waren, die indigenen Völker also nicht durchseucht waren, fiel der Krankheitsverlauf weitaus schwerer aus als bei Europäern. Im Mai 1763 erreichten Indianer des Pontiac-Aufstands Fort Pitt, das mit Flüchtlingen aus der Umgebung überfüllt war. Durch die schlechten hygienischen Bedingungen brachen die Pocken im Lager aus. Die Erkrankten wurden auf Anweisung des Lagerkommandanten Colonel Henri Louis Bouquet unter Quarantäne gestellt. Am 23. Juni trafen zwei Abgesandte der aufständischen Indianer beim Fort ein und boten den Briten freies Geleit, wenn sie das Lager aufgeben würden. Die Briten lehnten ab, gaben den Indianern jedoch zwei pockenverseuchte Decken aus dem Pockenkrankenhaus mit, die diese unwissend annahmen. Nach der Übergabe der Decken brachen unter den Indianern tatsächlich die Pocken aus. Es ist jedoch nicht geklärt, ob diese Epidemie auf den Anschlag zurückzuführen ist. Bis 1765 tauchten immer wieder Meldungen über Pockenepidemien unter den Indianern auf. Ob der Befehlshaber der britischen Streitkräfte, Jeffrey Amherst in dieses Unterfangen eingeweiht war, ist unklar. In einem Brief an Bouquet vom 7. Juli fragte er diesen: „Könnte man nicht versuchen, die Pocken zu diesen untreuen Indianern zu schicken?“. Da die besagten Decken den Indianern jedoch schon am 23. Juni übergeben worden waren, ist es unwahrscheinlich, dass dieser Befehl von ihm ausging.
Noch mehrfach tauchten in Amerika Berichte über Pockenanschläge auf, etwa während des Amerikanischen Unabhängigkeitskrieges, in welchem die Amerikaner die Briten beschuldigten, deren Soldaten gegen die Pocken zu inokulieren, um danach die amerikanischen Truppen anzustecken, während die eigenen Truppen immun wären. Die Inokulation wurde damals mangels Schutzimpfung durchgeführt. Man brachte Erreger in offene Wunden, wodurch die Krankheit zwar ausbrach, jedoch viel milder verlief. 1781 fanden amerikanische Soldaten Leichen afrikanischer Sklaven, welche an Pocken gestorben waren. Die Amerikaner vermuteten dahinter die Absicht der Briten, eine Epidemie auslösen zu wollen. Tatsächlich geht aus einem Brief von Alexander Leslie hervor, dass die Briten die Absicht hatten, die Sklaven auf amerikanischen Farmen einzuschleusen.

### Erster und Zweiter Weltkrieg
Bis ins 19. Jahrhundert waren Bioanschläge nur durch die Verbreitung bereits im Umfeld grassierender Krankheiten möglich, nicht jedoch durch die künstliche Erzeugung der Erreger. Das änderte sich erst, als die Forschung mit der Züchtung von Bakterien begann. Zu Beginn des Ersten Weltkrieges verfügte Deutschland bereits über eine große Stückzahl von unterschiedlichen B-Waffen. Die deutsche Heeresführung überlegte zunächst, ob sie Pesterreger gegen die Briten einsetzen sollte, doch der Vorschlag wurde abgelehnt, um „unnötiges Leiden zu verhindern“, wobei Deutschland bei den chemischen Waffen an der Spitze der kriegsteilnehmenden Staaten stand.
Im Ersten Weltkrieg wurden ausschließlich Sabotageakte ausgeführt, die sich gegen Tiere richteten, da die Kavallerie zumindest am Anfang des Ersten Weltkrieges noch erhebliche Bedeutung hatte und Tiere oft noch für den Transport von Material eingesetzt wurden. Mit Tieren wurde zu Versuchszwecken häufig experimentiert. Es kam indessen nie zu einem offenen Bioanschlag auf dem Schlachtfeld. In Deutschland wurden diese Angriffe ab 1915 von einem eigenen Ministerium geplant, der „Sektion Politik“, das von Rudolf Nadolny geleitet wurde. Die verschlüsselten Aufträge an die Agenten lauteten meist Pferde, Schafe oder Rinder wie auch Tierfutter mit Erregern zu vergiften, welche in deutschen Laboratorien hergestellt und ins Zielland eingeschmuggelt wurden. Anschläge wurden in Rumänien, Spanien, Argentinien, in den USA, in Norwegen und im Irak verübt; vermutlich jedoch in noch weiteren Ländern. In Argentinien gingen zwischen 1917 und 1918 etwa 200 Maulesel an Milzbrand-Attentaten zugrunde. Es ist allerdings nicht bewiesen, ob die gesamte deutsche Heeresführung in diese Anschläge eingeweiht war.
1916 beschlagnahmte die Polizei von Bukarest in der deutschen Botschaft mehrere Erregerkulturen der Rotzkrankheit.
Im Januar 1917 wurde ein deutscher Saboteur, Baron Otto Karl von Rosen, mitsamt Begleitern von der norwegischen Polizei verhaftet, da sie sich nicht ausweisen konnten. In ihrem Gepäck fand die Polizei mehrere Kilogramm Dynamit und mehrere Zuckerwürfel, in denen Milzbrand-Erreger eingebettet waren. Obwohl der Baron aussagte, er und seine Gruppe wären von der finnischen Unabhängigkeitsbewegung und hätten Aktionen gegen das russische Transport- und Kommunikationswesen geplant, gestanden seine Mithelfer, in deutschem Auftrag Sabotageaktionen in Norwegen geplant zu haben. Der deutsche Befehl bezüglich der Milzbrand-Sporen lautete Rentiere zu infizieren, die britische Waffen transportierten. Nach drei Wochen wurde der Baron, welcher eine deutsche, finnische und schwedische Staatsbürgerschaft hatte, aufgrund des diplomatischen Drucks von Schweden ausgewiesen. Weitere bekannte deutsche Geheimagenten waren zum Beispiel Anton Dilger und Frederick Hinsch.
Ende 1917 stoppten die Deutschen ihr Biowaffenprogramm weitgehend.
Die Entente-Mächte waren ab 1917 von den deutschen B-Anschlägen informiert. Und da das Deutsche Reich führend in der chemischen und biologischen Forschung bezüglich der Waffen war, starteten viele andere bedeutende Staaten aus Furcht vor dem deutschen Biowaffenprogramm ihre eigenen B-Waffenprogramme. So etwa Frankreich 1922, Sowjetunion 1926, Japan und Italien 1932, Großbritannien und Ungarn 1936, Kanada 1938 und die USA 1941.

#### Kaiserreich Japan

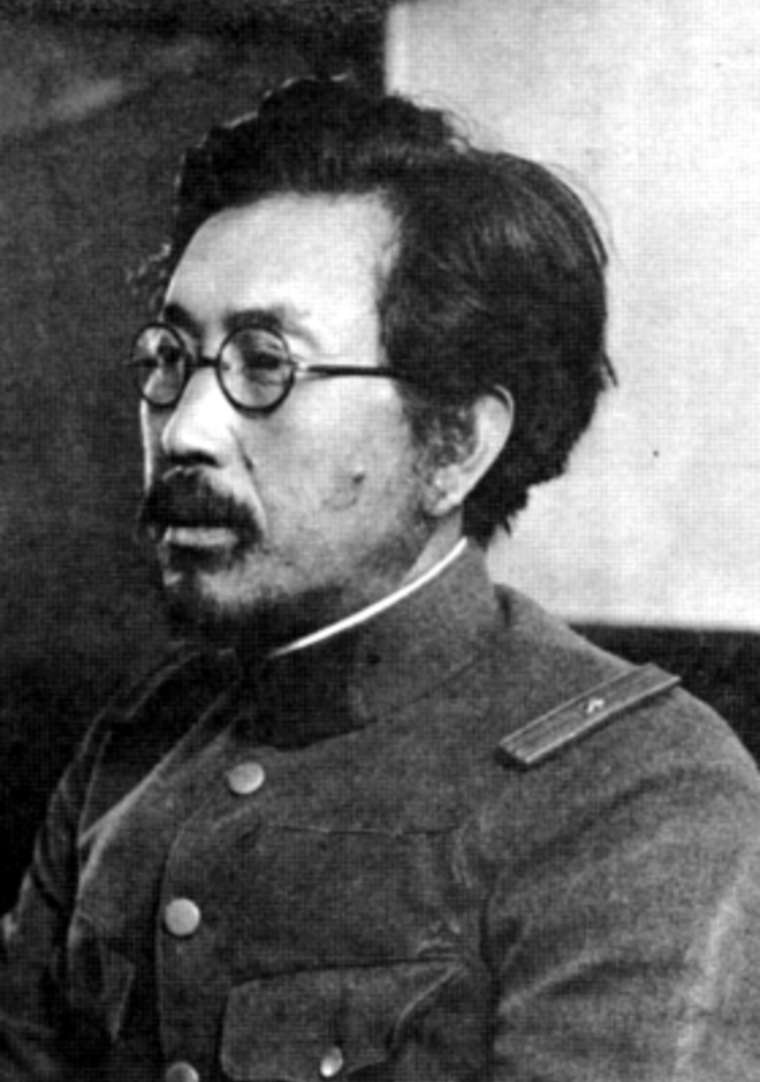
Ishii Shirō 1932

Im Jahr 1932 wurden im Kaiserreich Japan die Einheit 731 nach der Eroberung der Mandschurei gegründet und führte von Anfang an Experimente an lebenden Menschen durch. Ziel war es, eine biologische Waffe zu entwickeln, um sie im Fall des Falles gegen die chinesischen Streitkräfte und die Rote Armee einsetzen zu können. Nach dem Angriff auf China wurden die Forschungen massiv intensiviert. Auch mehrere andere japanische Armeeeinheiten forschten während des Zweiten Weltkriegs an biologischen Waffen und führten Experimente an Menschen durch. Allein von der Einheit 731 wurden etwa 3500 Menschen meistens bei Vivisektionen und vollem Bewusstsein getötet.
Die ersten dokumentierten Angriffe mit biologischen Waffen in China erfolgten im Jahr 1940 und waren eher experimenteller Natur. Hauptsächlich wurden hier Keramikbomben voller mit Pest infizierter Flöhe über Städten abgeworfen, wie am 29. Oktober 1940 über Ningbo.
Ende 1941 ließen japanische Truppen rund 3000 chinesische Kriegsgefangene frei, nachdem man sie zuvor mit Typhus infiziert hatte. Dadurch wurde sowohl unter chinesischen Truppen als auch unter der Bevölkerung eine Epidemie verursacht.
Am 5. Mai 1942 begann eine groß angelegte Vergeltungsaktion japanischer Truppen für den sogenannten Doolittle Raid, bei dem etwa 50 Japaner getötet worden waren, welcher wiederum eine Vergeltungsaktion für den Angriff auf Pearl Harbor war. Dabei zogen sich reguläre Armeeeinheiten der japanischen Armee aus für die Aktion vorgesehenen Gebieten in den chinesischen Provinzen Zhejiang und Jiangxi zurück, während Truppen der Einheit 731 genau in diese Gebiete einrückten und begannen, jegliches Trinkwasser mit Milzbranderregern zu verseuchen. Gleichzeitig warf die japanische Luftwaffe den Kampfstoff über Städten ab oder versprühte ihn über Wohngebieten. Im Zuge dieser Aktion wurden 250.000 Menschen ermordet. Bei weiteren Racheaktionen setzte die japanische Armee Cholera, Typhus, Pest und Dysenterie ein.
Während der Schlacht um Changde setzten japanische Truppen massiv biochemische Waffen ein, um die chinesische Verteidigung zu brechen. Im November 1941 warfen Mitglieder der Einheit 731 erstmals mit Pest verseuchte Flöhe aus Flugzeugen über Changde ab. Bei der darauf folgenden Seuche starben 7.643 Chinesen. Als japanische Truppen 1943 Changde angriffen und auf unerwartet heftigen Widerstand stießen, versuchten sie diesen während der sechs Wochen dauernden Offensive mit allen Mitteln zu brechen. Während der Schlacht kam es zu Pestausbrüchen, von denen sowohl chinesische Soldaten als auch Zivilisten betroffen waren. Nach Angaben mehrerer japanischer Soldaten der Einheit 731, unter anderem Shinozuka Yoshio, hatten sie Pesterreger in Form sprühfähiger Kampfstoffe von Flugzeugen aus in und um Changde versprüht. Zeitgleich begannen andere Armeeeinheiten, unter anderem die Einheit 516, mit dem massiven Einsatz von chemischen Waffen. Im Laufe der Schlacht starben 50.000 chinesische Soldaten und 300.000 Zivilisten. Wie viele davon durch die biologischen und chemischen Waffen getötet wurden, lässt sich nicht klären. Diese Einsätze und die Experimente an Menschen werden zu den japanischen Kriegsverbrechen gezählt.
Ab 1943 wurde die Seuchenanfälligkeit europäischstämmiger Menschen an amerikanischen Kriegsgefangenen getestet, um spätere Einsätze von Biowaffen in den USA vorzubereiten, für deren Transport man bis 1945 Ballonbomben entwickelt hatte, welche über den Jetstream nach Nordamerika gelangen sollten.

#### Großbritannien
Nach der Entdeckung von Bakterien und Viren als Ursache von Krankheiten, konnte im 20. Jahrhundert gezielter geforscht werden. Während des Zweiten Weltkriegs wurden in Großbritannien, auf direkte Weisung Winston Churchills, gezielt Versuche mit Krankheitserregern unternommen, um sie als Waffe weiterzuentwickeln. Nach Geheimdienstinformationen gingen die Alliierten davon aus, Deutschland würde über Milzbranderreger und Botulinumtoxin verfügen, weswegen Großbritannien 1.000.000 Schutzimpfungen gegen Botulinumtoxin herstellte. Diese Informationen stellten sich später jedoch als falsch heraus. Deutschland hatte ebenso wenig Information über das Biowaffenprogramm der Alliierten. Hauptsächlich erhielten die Militärs und Geheimdienste Falschmeldungen. So dachten die deutschen Geheimdienste beispielsweise, Großbritannien plane den Abwurf von Kartoffelkäfern über Deutschland.
Im Laufe von britischen Biowaffenversuchen wurde Gruinard Island, eine unbewohnte Insel im Nordwesten Schottlands, mit Milzbrandsporen verseucht. Die Erreger waren als Reaktion auf die Gerüchte, dass sich biologische Waffen in japanischer/deutscher Entwicklung befänden, für Kampfzwecke getestet und über der ausschließlich von Tieren bewohnten Insel verstreut worden, auf die vorher noch zusätzlich 60 Schafe verbracht worden waren. Nahezu die gesamte Fauna wurde innerhalb eines Tages vollständig vernichtet. Dieses Experiment wurde in Zusammenarbeit mit den USA und Kanada durchgeführt. Großbritannien produzierte im Zweiten Weltkrieg Milzbrand in größeren Mengen als biologische Waffe. Man beabsichtigte, im Rahmen der Operation Vegetarian die Milzbrandsporen in Tierfutter einzuarbeiten und dieses über landwirtschaftlichen Gebieten in Deutschland abzuwerfen. Die USA entschlossen sich, für Großbritannien Biowaffen zu produzieren, da Großbritannien aufgrund der Nähe zu Deutschland als Produktionsstandort zu verwundbar gewesen wäre. 1944 gab die US-Armee eine Million 2-Kilogramm Milzbrand-Bomben in Auftrag, die auf Berlin, Hamburg, Stuttgart, Frankfurt, Aachen und Wilhelmshaven abgeworfen werden sollten. Durch eine Produktionsverzögerung war der Krieg jedoch bereits gewonnen, ehe es so weit kommen konnte. Experten hatten geschätzt, dass bei diesen Bombenanschlägen etwa die Hälfte der jeweiligen Einwohner an Milzbrand sterben würde.

#### Deutschland
Deutschland selber war im Zweiten Weltkrieg nur am Rande mit biologischen Waffen beschäftigt. Zu Beginn des Krieges war die Wehrmacht nicht an biologischer Kriegsführung interessiert, da sie diese für ineffizient und unberechenbar hielt. 1940 entdeckten die Deutschen bei ihrem Einmarsch in Paris jedoch ein Forschungslabor für biologische Kriegsführung, in dem schon seit 1922 an biologischen Waffen geforscht wurde und nun eine deutsche Forschungseinheit unter der Leitung des Bakteriologen Heinrich Kliewe eingesetzt wurde. Sie wurde „Abteilung Kliewe“ genannt und beschäftigte sich unter anderem mit Milzbrand- und Pesterregern. Das Experiment wurde jedoch eingestellt, als Hitler 1942 jegliche deutsche biologische Offensivforschung verbot. Damit war das Deutsche Reich eine der wenigen kriegsteilnehmenden Großmächte, die das Genfer Protokoll bezüglich biologischer Kriegsführung einhielten.
Gleichzeitig mit dem Verbot der offensiven Biowaffenforschung befahl Hitler jedoch, die defensive Biowaffenforschung zu verstärken. So wurde 1943 die „Arbeitsgemeinschaft Blitzableiter“ gegründet, um unter der Leitung von Kurt Blome Abwehrmaßnahmen gegen Biowaffen zu entwickeln. Darüber hinaus war Blome ab 1942 auch für den Aufbau des Zentralinstituts für Krebsforschung in Nesselstedt bei Posen verantwortlich, das neben der Krebsforschung von Beginn an auch für Arbeiten zu Biowaffen vorgesehen war. Die zur Abwehr von Biowaffen vorgesehenen oft noch unreifen Impfstoffe wurden häufig an KZ-Häftlingen getestet. Hinter Hitlers Rücken wurde auch für die offensive B-Kriegsführung geforscht, denn für gegebenenfalls erforderliche Abwehrmaßnahmen mussten die Erreger auch erzeugt und getestet werden. Insbesondere Heinrich Himmler war ein großer Befürworter der B-Waffen. So unterstützte er zum Beispiel einen Vorschlag Kliewes, Lebensmittel, die ungekocht gegessen werden, mit Bakterien zu verseuchen. Erst im Februar 1945 ließ Hitler prüfen, welche Folgen ein Austritt Deutschlands aus den Genfer Konventionen hätte. Da Deutschland in diesem Falle jedoch womöglich einem Bioangriff der Alliierten zum Opfer gefallen wäre, entschloss sich Hitler, nicht auszutreten.
Nach dem Ende des Zweiten Weltkriegs vermehrten sich Kartoffelkäfer in der Sowjetischen Besatzungszone Deutschlands sprunghaft, bis um 1950 fast die Hälfte der landwirtschaftlichen Anbaufläche befallen war. Die DDR-Führung war nicht in der Lage, der Katastrophe Herr zu werden, nutzte die Plage aber zu propagandistischen Zwecken im Kalten Krieg, indem sie die Verschwörungstheorie verbreitete, eigens in den USA gezüchtete Käfer würden durch amerikanische Flugzeuge gezielt als biologische Waffe zur Sabotage der sozialistischen Landwirtschaft abgeworfen. Ab 1950 wurde auf Plakaten und in zahlreichen Medienberichten eine Kampagne gegen die „Amikäfer“ oder „Colorado-Käfer“ gestartet, die als Saboteure in amerikanischen Diensten bezeichnet wurden. Das gleiche Argument hatte zuvor im Zweiten Weltkrieg schon das NS-Regime gebraucht und behauptet, die Kartoffelkäfer seien von amerikanischen Flugzeugen abgeworfen worden.
Die US-Regierung forderte infolgedessen von der Bundesrepublik Deutschland Gegenmaßnahmen. Man beschloss den Postversand an sämtliche Räte der Gemeinden der DDR und den Ballonabwurf von Kartoffelkäferattrappen aus Pappe mit einem aufgedruckten „F“ für „Freiheit“.

#### Vereinigte Staaten
Die Vereinigten Staaten starteten ihr Biowaffenprogramm als letzte der Großmächte im Zweiten Weltkrieg. Erst 1941 beauftragte Henry L. Stimson, der damalige Kriegsminister, die National Academy of Sciences damit, an der Abwehr biologischer Waffen zu forschen. Doch dieses Unternehmen war zu klein für ernsthafte biologische Waffenforschung, und nach dem Angriff auf Pearl Harbor wurde das Kriegsministerium damit beauftragt, B-Waffen zu entwickeln. 1943 stellte Amerika erstmals Botulinumtoxin, Milzbranderreger und Brucellen her, mehrere weitere Erreger wurden auf ihre Tauglichkeit als B-Waffe überprüft. Während zu Beginn des Programms nur etwa 3,5 Millionen US-Dollar zur Verfügung standen, waren es gegen Kriegsende bereits 60 Millionen.

#### Sowjetunion
Die Sowjetunion begann schon 1926 mit der offensiven Biowaffenforschung. Eines der ersten Forschungszentren für Biowaffen errichtete die Sowjetunion im Sonderlager Solowezki im Weißen Meer. Angeblich sollen hier auch Menschenversuche an Häftlingen durchgeführt worden sein. Diese Information ist jedoch umstritten. Es gibt Indizien, dass die Sowjetunion im Zweiten Weltkrieg kurz vor der Schlacht um Stalingrad deutsche Truppen mit Tularämie infiziert hat. Innerhalb einer Woche erkrankten in dem betroffenen Gebiet Tausende von Menschen an Tularämie. Von sowjetischer Seite kam die Meldung, dass dieses Phänomen auf natürliche Umstände, etwa mangelnde Hygiene, zurückzuführen sei. Doch während 1941 in der Sowjetunion 10.000 Tularämieerkrankungen auftraten, waren es 1942 bereits 100.000. 1943 lag die Zahl der Tularämieerkrankten wieder bei 10.000. Ebenso ein Hinweis auf einen möglichen Einsatz der Erreger ist, dass die Epidemie zunächst nur unter den Deutschen ausbrach und erst später – vermutlich durch einen Wechsel der Windrichtung oder Kleintiere, die durch die Fronten kamen – unter den Sowjets. Zudem erkrankten fast 70 Prozent der Opfer an Lungentularämie, welche nur durch die Verbreitung von Aerosolen verursacht wird. Des Weiteren forschte die Sowjetunion 1941 an dem Tularämie-Erreger. Bis auf diesen Vorfall, der wahrscheinlich nur als Experiment dienen sollte, ist kein Einsatz von biologischen Waffen im Zweiten Weltkrieg bekannt.

### Kalter Krieg
Erst 1946 gab das amerikanische Kriegsministerium die Meldung aus, dass es an der Entwicklung von Biowaffen forsche. Den Militärs waren die Aufzeichnungen des Leiters der Einheit 731, Ishii Shirō, in die Hände gefallen, und sie benutzten diese zum Teil als Forschungsgrundlage. Fort Detrick, das US-Biowaffenforschungszentrum, wurde 1950 ausgebaut und eine weitere Forschungsanlage wurde in Pine Bluff errichtet. Die Biowaffenforschung wurde auch dadurch intensiviert, dass 1950 der Koreakrieg ausbrach. Geforscht wurde unter anderen an infizierten Mücken, die für eine mögliche Freilassung in den Gebieten von Feinden vorgesehen waren. Über die Vorgänge in Fort Detrick wurden lediglich 2–3 CIA-Offiziere eingeweiht, eine Dokumentation der Arbeit sei kaum erfolgt. Gefährliche Unfälle hat es in Fort Detrick gegeben, einige davon sind nachweisbar. So sind 1981 zwei Liter mit Chikungunya-Virus entwendet worden. Die Tatsache gelangte durch Indiskretion eines ehemaligen Mitarbeiters an die Öffentlichkeit.

Unterzeichner der Biowaffenkonvention

Während des Vietnamkrieges im Jahre 1965 diskutierten die Amerikaner über den Einsatz von Pockenviren, da die eigenen Truppen geschützt waren. Doch aus Angst vor einem Gegenschlag wurde dieser Vorschlag abgelehnt. Auch während der Kubakrise, 1962, planten die Amerikaner eine Mischung von verschiedenen Erregern aus Flugzeugen über kubanischen Städten abzuwerfen. Der Plan wurde jedoch nie umgesetzt. 1965 wurde das Budget für B-Waffenforschung konstant verringert, bis 1969 der damalige Präsident Richard Nixon das B-Waffenprogramm auflöste. Aufgrund dieser Erklärung wurden sämtliche B-Waffen, zumindest offiziell, vom Militär vernichtet. Die Forschungszentren wurden entweder umfunktioniert oder geschlossen. Die Vernichtung der Bestände dauerte drei Jahre, bis 1972. Kurz darauf trat die Biowaffenkonvention in Kraft. Im Widerspruch dazu steht ein Papier von einem Kongress 1969, aus dem offensichtliches Interesse des Pentagons an der Entwicklung neuer Biowaffen hervorgeht. Begründet wird die Notwendigkeit mit den rasanten Fortschritten auf dem Gebiet der Molekularbiologie und Gentechnik. So wurden 10 Mio. US-Dollar veranschlagt, um mittels Gentechnik einen Erreger herzustellen, der in der Natur nicht existiert und gegen den keine Immunität erworben werden kann.
Im Jahre 1950 gab es eine Meldung, wonach die damals in der DDR grassierende Kartoffelkäferplage durch den massenhaften Abwurf von speziell gezüchteten „Colorado-Käfern“ durch die Amerikaner ausgelöst worden sein solle. Später erwies sich dies als Propaganda. Ähnliche Meldungen über Ernteschäden beziehungsweise Ernteschädlinge stammen aus Kuba. Diese Vorfälle konnten jedoch nie ganz geklärt werden.
Auf dem Gebiet der DDR gab es nach offiziellen Angaben keine Forschung an Biowaffen. Allerdings gab es eine Sektion Militärmedizin an der Ernst-Moritz-Arndt-Universität Greifswald mit L2-Laboratorien, an die auch Gelder des Verteidigungsministeriums flossen. Geheimdienstliche Informationen deuten darauf hin, dass zumindest auf der nahegelegenen Insel Riems auch militärische Forschung abgewickelt worden sei.
Die sowjetische B-Waffenforschung profitierte nach dem Zweiten Weltkrieg sowohl von gefangenen deutschen Forschern und Ingenieuren als auch von erbeuteten Aufzeichnungen der Forschung und Experimente der Einheit 731. Ein neues Forschungszentrum wurde in der Nähe von Moskau errichtet, in dem unter anderen an Tularämie, Milzbrand und Botulinum geforscht wurde. 1973 startete die Sowjetunion ein Projekt mit dem Namen Biopreparat, welches in mehreren Forschungszentren durchgeführt wurde und über etwa 50.000 Mitarbeiter verfügte; und das obwohl die UdSSR die Biowaffenkonventionen unterzeichnet hatte. Nachdem die Pocken 1980 als ausgerottet erklärt wurden, forschte Russland intensiv mit den Erregern dieser Krankheit, da nach Ende der Massenimpfungen nach einigen Jahren die Menschen wieder empfänglich für die Krankheit wären. Wie auch die USA arbeitete die Sowjetunion trotz Unterzeichnung der Biowaffenkonvention unter dem Deckmantel der Erforschung infektiöser Keime weiterhin an ihrem Biowaffen-Programm und forschte neben einigen der oben genannten Erreger auch an hämorrhagischen Viren wie Ebola und Marburg und einigen südamerikanischen Vertretern wie Machupo (bolivianisches hämorrhagisches Fieber) und Junin (argentinisches hämorrhagisches Fieber). Darüber hinaus sollen sie noch an einer Ebola-Pocken-Chimäre gearbeitet haben. Zentrum der sowjetischen Forschung war die heute verlassene Stadt Kantubek auf der ehemaligen Insel der Wiedergeburt im Aralsee.
Mehrere gentechnische Forschungseinrichtungen wurden durch das Verteidigungsministerium finanziert. Dazu gehören das Forschungsinstitut für Militärmedizin des Ministeriums für Verteidigung der UdSSR im damaligen Leningrad. Hier wurde unter anderem in L3-Laboren mit Hasenpest, Bauchtyphus und Tetanuserregern gearbeitet. Weitere fragliche Forschungslabore befanden sich in Kirow, Moskau, Swerdlowsk und Ksyl-Orda (Feldtestlabor). Am 2. April 1979 kam es zu einem Milzbrand-Unfall in Swerdlowsk, bei dem aufgrund einer defekten Belüftungsanlage Milzbrand-Sporen in die Umgebung abgelassen wurden. Am 12. April wurde das Gebiet um Swerdlowsk unter Quarantäne gestellt. Das KGB vertuschte diesen Unfall in einer großangelegten Aktion. Er behauptete, die Epidemie wäre durch kontaminiertes Fleisch ausgebrochen. Erst 1992 gestand die russische Regierung unter Boris Jelzin den Unfall und seine Vertuschung. Am Ende des Kalten Krieges liefen zwei sowjetische Biowaffenforscher, Wladimir Passetschnik und Ken Alibek, in den Westen über und lieferten Informationen über das sowjetische B-Waffenprogramm. Alibek, der schon seit 1974 an B-Waffen forschte, berichtete von Modifikationsversuchen mit Milzbrand. Diese sollen insofern gelungen sein, dass die Krankheit gegen Antibiotika resistent gemacht werden konnte. Die Sowjetunion entwickelten sogleich ein neues Antibiotikum dagegen, so dass sie ihre Truppen schützen konnte. Auch berichtete Alibek über sowjetische Flugzeuge, die eigens entwickelt wurden, um Krankheitskeime zu versprühen.
Heute sind Herstellung und Besitz von biologischen Waffen durch die Biowaffenkonvention (beschlossen 1972, von 183 Staaten ratifiziert und in Kraft getreten 1975) weltweit verboten. Die Forschung an Gegenmaßnahmen ist jedoch erlaubt und bietet ein Schlupfloch, da hierfür ebenfalls Krankheitserreger gezüchtet werden müssen.

### Nach dem Kalten Krieg
1983 startete die südafrikanische Apartheidsregierung ein Biowaffenprogramm unter dem Namen Project Coast, das unter der Leitung von Wouter Basson stand. Offiziell war Project Coast ein Defensivprogramm, inoffiziell wurden jedoch Methoden entwickelt, um Menschen im Geheimen zu ermorden, etwa durch Gewehrkugeln, die Erreger enthielten. Unter anderen arbeiteten sie an sogenannten ethnischen Waffen, die etwa nur Schwarzafrikaner erkranken ließ. Wie viele Menschen den Bioanschlägen von Project Coast zu Opfer gefallen sind, ist nicht bekannt.

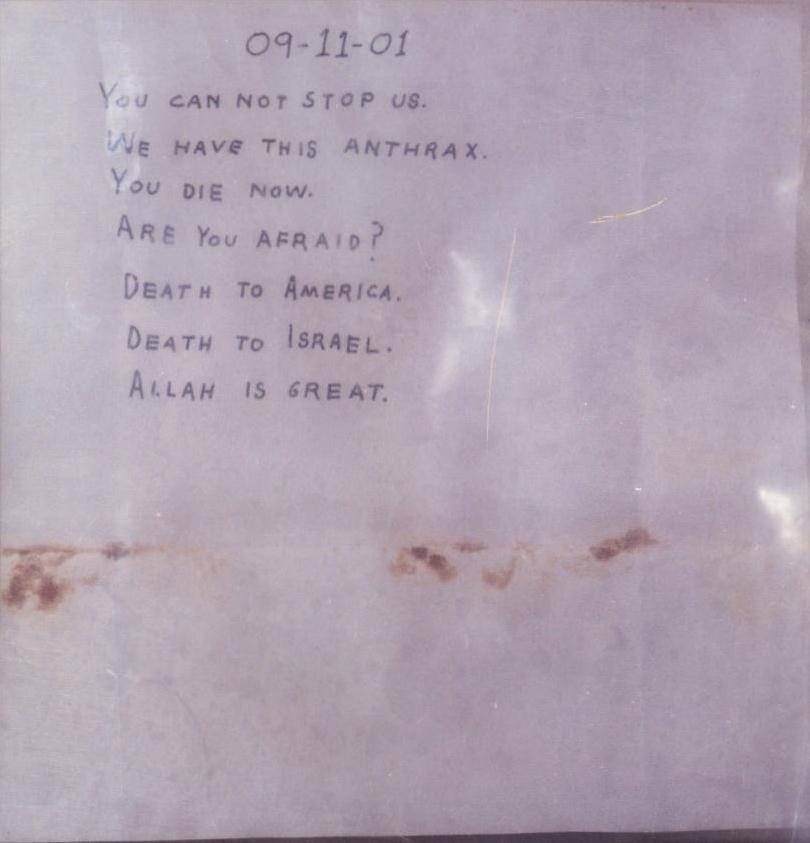
Inhalt eines Milzbrand-Briefes, der einen islamistischen Anschlag suggeriert

Vor Beginn des Zweiten Golfkrieges befürchtete die amerikanische Armeeführung, der Irak könne Biowaffen einsetzen, da er schon am Ende des Ersten Golfkrieges ein Biowaffenprogramm gestartet hatte. Die Erreger hätten die irakischen Institute großteils aus amerikanischen oder deutschen Firmen erhalten.
2001 gab es mehrere Krankheits- und Todesfälle durch die Freisetzung von Milzbranderregern und Rizin aus Briefen oder Päckchen in Florida, New York, New Jersey und Washington. Opfer und Ziele waren vor allem Postangestellte, Journalisten und Politiker. Der Attentäter war vermutlich eine Person aus dem Laborpersonal von Fort Detrick. Weitergehende öffentliche Untersuchungsergebnisse hierzu wurden bisher nicht bekannt.
→ Hauptartikel: Anthrax-Anschläge 2001.

## Situation heute
Die USA forschen seit 2002 auf dem Gebiet der „nicht-tödlichen“ Waffen, unter anderem an materialzerstörenden Mikroben, was nicht explizit gegen das BTWC (Biological and Toxin Weapons Convention, Biowaffenkonvention) verstößt, da dieses das Problem der „nicht-tödlichen“ biochemischen Waffen bislang nicht behandelt.
Biologische Waffen gelten heute hauptsächlich als potentielle Massenvernichtungswaffen von Terroristen (siehe: Bioterrorismus), da sie überall (aus der Natur) erhältlich sind und theoretisch einfach herzustellen sind, wenn davon abgesehen wird, dass die Erreger zuerst noch für den Waffeneinsatz optimiert werden müssen. Für den militärischen Einsatz gelten Biowaffen heute allgemein als zu unberechenbar. Mit Hilfe der Gentechnik wurden schon Bakterien antibiotikaresistent gemacht und parallel dazu gleich ein neues Antibiotikum oder eine neue Impfung entwickelt, um es theoretisch zu ermöglichen, diese Erreger im Krieg einzusetzen und die eigenen Truppen trotzdem zu schützen.
Es könnte aber auch möglich sein, Krankheitserreger zu entwickeln, die nur für Menschen mit bestimmten Genen gefährlich wären, insbesondere Gene, die nur oder hauptsächlich in einer bestimmten Region vorkommen.
Dadurch könnten eigene Truppen vor der Krankheit geschützt sein, was biologische Waffen sowohl für die Militärs als auch für Terroristen wieder interessant machen könnte. Diese spezielle Art von biologischen Waffen wird ethnische Waffe genannt, umgangssprachlich wird auch von biogenen Waffen gesprochen (von biologisch-genetisch). Allerdings sprechen einige Argumente gegen die Möglichkeit, ethnische Waffen zu realisieren: Genetische Unterschiede innerhalb von Populationen sind oftmals größer als die Unterschiede zwischen verschiedenen Populationen; ferner sind die Wirkungen von targeted-delivery-Systemen, die für den gezielten Einsatz von pathogenen Merkmalen benötigt werden, bislang nicht zufriedenstellend erforscht.
Daneben existieren viele Pflanzenpathogene (Rostkrankheiten usw.), die sich gezielt gegen Nutzpflanzen und -tiere einsetzen lassen.

## Das „dreckige Dutzend“
Obwohl ca. 200 potentiell waffenfähige Erreger, Toxine und biologische Agenzien bekannt sind, wurde vom CDC eine Liste mit den 12 Erregern zusammengestellt, die am ehesten für einen Biowaffenanschlag in Frage kommen. Diese Kampfstoffe zeichnen sich entweder durch ihre leichte Verbreitung, ihre einfache Übertragung oder auch nur durch ihre hohe Letalitätsrate aus. Unter ihnen befinden sich Bakterien, Viren und Toxine. Ebenfalls unter dem Namen „dreckiges Dutzend“ bekannt ist eine Liste von weltweit verbotenen organischen Giftstoffen.
| Name                  | Übertragung von Mensch zu Mensch möglich | Inkubationszeit bzw. Latenzzeit | Letalitätsrate (unbehandelt) | Gegenmaßnahmen                                   |
| --------------------- | ---------------------------------------- | ------------------------------- | ---------------------------- | ------------------------------------------------ |
| Pocken                | Ja                                       | 1–2 Wochen                      | bis zu 90 %                  | Schutzimpfung                                    |
| Milzbrand             | Nein                                     | 1–6 Tage                        | Je nach Art bis zu 80 %      | Antibiotika                                      |
| Pest                  | Ja                                       | 1–3 Tage                        | Je nach Art bis zu 90 %      | Antibiotika                                      |
| Tularämie             | Nein                                     | 2–10 Tage                       | bis zu 60 %                  | Antibiotika                                      |
| Brucellose            | Nein                                     | 2–3 Wochen                      | unter 5 %                    | Antibiotika                                      |
| Queenslandfieber      | Ja                                       | 9–40 Tage                       | unter 2 %                    | Antibiotika                                      |
| Rotz                  | Ja                                       | 1–14 Tage                       | bis zu 100 %                 | Antibiotika                                      |
| Enzephalitizide Viren | Ja                                       | bis zu 1 Woche                  | bis zu 50 %                  | z. T. Schutzimpfung, aber nicht gegen alle Viren |
| hämorrhagische Viren  | Ja                                       | 4–21 Tage                       | Je nach Art bis zu 90 %      | keine                                            |
| Rizin                 | Nein                                     | 1 Tag                           | bis zu 100 %                 | keine                                            |
| Botulinum             | Nein                                     | bis zu 5 Tage                   | bis zu 90 %                  | Antitoxin (Gegengift)                            |
| Staphylococcus aureus | Nein                                     | 3–12 Stunden                    | k. A.                        | Antibiotika                                      |